# Høstfarve
Planternes høstfarver opstår, når det grønne klorofylfarvestof nedbrydes samtidigt med, at røde anthocyaniner og gule karotenoider bliver synlige. Ofte har farverne været der hele tiden, men de bliver særligt fremtrædende, når produktionen i bladene overstiger det, der kan transporteres væk til resten af planten.
Det misforhold kan skyldes en kombination af solrige dage og kolde nætter, hvad der ofte indtræffer i løbet af september-oktober. Men det kan også opstå, når transportvejene ned gennem grene og stammer er spærret f.eks. på grund af såring, beskæring eller svampeangreb. Endelig kan farverne dannes, hvis planten mangler ét eller flere vigtige næringsstoffer.
På billedet ses tre anthocyanfarvede blade:
- Nr. 1: Hvid Kornel (Cornus alba)
- Nr. 2: Ild-Løn (Acer ginnala)
- Nr. 6: Almindelig Kvalkved (Viburnum opulus)

Der er to karotenfarvede blade:
- Nr. 3: Almindelig Tulipantræ (Liriodendron tulipifera)
- Nr. 4: Hybrid-Asp (Populus tremula x tremuloides)

Det sidste blad har fået sin kulør ved en blanding af de to farvestofgrupper:
- Nr. 5: Nordøstamerikansk Røn (Sorbus decora)

Særligt to dominernde træarter i Nordamerika , Sukker-Løn og Rød-Løn, fylder bjerge og dale med høstfarver. Det er synet af de efterårsfarvede løvskove i USA og Canada, der har givet navn til fænomenet "indian summer".

## Andre høstfarvede planter
- Almindelig Benved (Euonymus europaeus), rød
- Have-Løn (Acer micranthum), rød
- Korea-Azalea (Rhododendron schlippenbachii), rødbrun (også gul og rød forekommer).
- Papegøjetræ (Parrotia persica), rød, gul og grøn over en lang periode.
- Rød-Løn (Acer rubrum), rød, deraf navnet.